# Abdelmadjid Benhacine
Abdelmadjid Benhacine, né le 20 février 1914 à Constantine et mort le 27 février 1982 à Montpellier, est un homme politique algérien.

## Biographie
Le 7 décembre 1960, avec son intervention à la tribune de l'Assemblée en faveur des nationalistes algériens, il provoque un esclandre, Jean-Marie Le Pen lui lançant « c’est l’armée qui vous a envoyé ici ! ». Plusieurs députés menacent de quitter l'hémicycle, d'autres demandent sa déchéance.

## Distinctions

### Décorations
- Médaille militaire.